# Conseil en écriture
En France, le conseil en écriture est un professionnel de l’écrit voisin du métier d’écrivain public. On l’appelle aussi : conseil en écriture professionnelle ou privée, auteur-conseil. L’écrivain public écrit pour autrui tandis que le conseiller en écriture conseille sur la communication écrite.
Leurs prestations s’adressent à tous ceux qui ont besoin d’un écrit de qualité : à un particulier (de tous les âges) ou à un professionnel (pour des courriers d’entreprise, un argumentaire, des discours, etc.). L’un et l’autre peuvent être consultés autant par les particuliers que par les entreprises, les associations, les collectivités territoriales et autres.

## Activités de l’écrivain public
Les compétences et les capacités de l’écrivain public lui permettent d’exercer nombre de ses activités liées à la rédaction pour ou avec autrui.
Ce sont ceux qui écrivent :
- Rédaction, écriture sur différents supports (papier, livre numérique, Internet) ;
- Récit de vie, récit d’entreprise, recueil et transcription de parole ;
- Correspondance privée, professionnelle, administrative ;
- Recherche d’emploi (rédaction de CV, lettres de motivation) ;
- Accompagnement aux démarches administratives numériques.

## Activités du conseiller en écriture
Ce sont ceux qui conseillent :
- Conseils en écriture ;
- Relecture, correction, réécriture ;
- Animation d'atelier d’écriture ;
- Formation au diplôme de la Licence Pro.

## Spécificités de la profession
Le conseil en écriture sait faire preuve d’un haut niveau d’exigence dans sa pratique rédactionnelle. Rompu aux techniques de l’écriture, il est ouvert au registre de langue le plus soutenu comme le plus familier. En effet, il effectue un arbitrage à bon escient dans ce domaine, éclairé par la connaissance des règles prescrites. Cette tolérance est un choix en conscience, rendu nécessaire par les circonstances, c’est-à-dire par l’objectif de son client pour lequel il écrit, ou conseille, le plus souvent à la première personne, et par l'enjeu du récit, c'est-à-dire le destinataire de l'écrit.
Parmi les professionnels de l’écrit, le conseil en écriture se différencie par la variété de ses publics, des environnements qu’il fréquente, ainsi que par la position et la proximité singulière qu’il adopte dans chaque phase de sa pratique.
« Être aux côtés de » est une notion fondamentale de la relation que le professionnel installe dès la phase de recherche et de formulation de l’objectif réel de l’écrit. Elle consiste en l’adoption du point de vue de son client avec, entre autres, le décalage conféré par l’extériorité à la situation.
Cette divergence est positive, justifiant à elle seule l’intervention d’un tiers pour l’écriture : elle favorise la recherche et l’objectivation des éléments favorables à la réception efficace par le destinataire de l’écrit.
Le conseiller en écriture épouse ainsi étroitement la « cause » de son client, et met en œuvre une technique d’écriture adaptée pour la servir. Cette adaptation implique l’absence de toute idée préconçue quant à la valeur de l’écrit, pour se concentrer prioritairement sur ses enjeux.
Ainsi, le professionnel doit-il savoir s’éloigner de sa subjectivité, de son propre style, du champ lexical qu’il utilise pour lui-même. Tout en gardant le ton, le style, la personnalité dans les expressions de celui qu'il écoute. Il propose une rédaction conciliant l’efficacité et la représentation, dans un contexte, de l’individu (ou groupe d’individus) qui le consulte.
Il fait preuve de pédagogie pour expliquer ses choix, et d’ouverture pour évaluer la pertinence des suggestions de son client. La notion de conseil implique ce droit à l’information. En effet, le public doit s’approprier, de façon éclairée, un texte dont il usera en son nom et sous sa seule responsabilité, porteur parfois d’enjeux considérables.
Le conseil en écriture prend donc toutes les garanties dans ce sens : avec la confidentialité et la bienveillance vis-à-vis de l’objectif de son client, c’est un fondement de son engagement professionnel.
Au service de la communication pour autrui, sa légitimité repose autant sur son savoir que sur cette position de partenariat.
Les commandes qui lui sont faites sont cadrées par un contrat, écrit et signé, qui engage les deux parties prenantes, quant à une éthique professionnelle comme à une posture de respect du commanditaire, et à la rémunération du conseil en écriture.

## Un acteur de la médiation
Le conseil en écriture adopte prioritairement une position favorable à la conciliation. Son devoir de conseils lui fait informer son client des risques à rédiger un courrier exprimant une pression, des menaces, un jugement, une attitude fermée à toute négociation dans un courrier par exemple.
En aucun cas, il ne conseille sur une stratégie juridique (il ne se substitue pas à l’avocat) et n’a aucune vocation à représenter légalement son client. Il peut néanmoins tout à fait s’appuyer sur une notion extraite d’un point juridique identifiée par son client ou un professionnel du droit, et la citer dans l’écrit qu’il rédige avec lui.
Ainsi, la médiation est une tentative d’éviter de recourir à la procédure judiciaire pour des enjeux mineurs représente un axe fort de son intervention.
Par ailleurs, sa connaissance de l’organisation française de la Justice lui permet, si nécessaire, d’orienter le public vers les professionnels du droit compétents (auxiliaires de justice, juridictions…). Il peut également recommander des acteurs adaptés du tissu associatif.

## Diplôme — Formation
En France, la profession n’est pas encore règlementée. 
La première formation sanctionnée par un diplôme d’État est la licence professionnelle de conseil en écriture professionnelle et privée, écrivain public, dispensée par l’Université Sorbonne Nouvelle - Paris 3. Cette formation sélectionne environ 25 candidats par année universitaire. Elle consiste en 400 heures de cours (linguistique, rhétorique, psychosociologie, sociologie de l’écriture, expression professionnelle, juridique, informatique, atelier d’écriture…) et 420 heures de stages.
La seconde formation est dispensée à Toulon : http://www.univ-tln.fr/IMG/pdf/du-ecrivain-public-auteur-conseil-univ-toulon.pdf.
Ces deux diplômes d’État peuvent également être obtenus par la VAE (validation des acquis par l’expérience) après 3 années d’expérience professionnelle.
En France, certains professionnels se sont regroupés au sein d’une association ou d’un syndicat (il en existe une dizaine).

## Origine de la profession
En France, le métier de conseil en écriture est historiquement dérivé de celui d’écrivain public auquel il peut être confondu aujourd'hui.
Les récents développements de la profession, notamment l’élargissement de sa clientèle et la notion de conseils sur l’écrit, lui font prendre une dimension qui dépasse largement la seule intervention auprès des publics en situation d’illettrisme ou d’analphabétisme, donnant ainsi corps à cette terminologie. 
Le conseil en écriture, ou auteur-conseil, tout comme l’écrivain public, s'adresse à tout le monde.
La prestation du conseil en écriture se justifie lorsque "savoir écrire ne suffit pas". Acteur facilitant du lien dans la société à travers la communication écrite, sa pratique s’enrichit et son efficacité est accrue par la possibilité d’intervenir auprès de toutes les catégories sociales. Ceci implique l’exigence de solides garanties quant à ses compétences.